# Together (canción de Together)
Together es el primer sencillo del grupo de French House Together.

## Producción
La canción se hizo a partir de dos samples, que constituyen la melodía principal, procedentes de los temas "Sincerely Yours", del grupo británico Sweet Sensation y "Because Of You", del grupo de funk Slave.